# دريجة حمراء
دريجة حمراء أو دريجة رمادية (الاسم العلمي: Calidris canutus) (بالإنجليزية: red knot)‏ هو نوع من الطيور يتبع جنس الدريجة من فصيلة دجاج الارض.